# 島嶼心感動
《島嶼心感動》，是台灣信吉衛星電視台節目部製作的紀錄片節目。

## 節目內容
記錄台灣在地本土文化與人文風情，與漸漸消失的傳統手工藝。

## 外部連結
- 島嶼心感動節目連結
- 信吉衛視官網 （页面存档备份，存于）
- 信吉衛視粉絲專頁 （页面存档备份，存于）
- 信吉衛視youtube頻道